# Eleccions legislatives d'Israel de 1988
Les eleccions legislatives d'Israel de 1988 se celebraren l'1 de novembre de 1988 per a renovar els 120 membres de la Kenésset. El partit més votat fou el Likkud i el seu líder Isaac Shamir fou nomenat Primer Ministre d'Israel en un govern de coalició amb el Partit Nacional Religiós, Xas, Agudat Israel i Déguel ha-Torà. La ferotge repressió dirigida contra la primera intifada va provocar el seu aïllament internacional i que es veiés obligat a participar en la Conferència de Pau de Madrid de 1992.

## Resultats
|  | Likkud                         | 709.305   | 31,1% | 40  | -1  |
|  | L'Alineació                    | 685.363   | 30,0% | 39  | -5  |
|  | Xas                            | 107.709   | 4,7%  | 6   | +2  |
|  | Agudat Israel                  | 102.714   | 4,5%  | 5   | +3  |
|  | Rats                           | 97.513    | 4,3%  | 5   | +2  |
|  | Partit Nacional Religiós       | 89.720    | 3,9%  | 5   | +1  |
|  | Hadaix                         | 84.032    | 3,7%  | 4   | =   |
|  | Tehiyà                         | 70.730    | 3,1%  | 3   | -1  |
|  | Mapam                          | 56.345    | 2,5%  | 3   | Nou |
|  | Tsómet                         | 45.489    | 2,0%  | 2   | +1  |
|  | Molédet                        | 44.174    | 1,9%  | 2   | Nou |
|  | Xinnuy                         | 39.538    | 1,7%  | 2   | -1  |
|  | Déguel ha-Torà                 | 34.279    | 1,5%  | 2   | Nou |
|  | Llista Progressista per la Pau | 33.279    | 1,5%  | 1   | -1  |
|  | Partit Àrab Democràtic         | 27.012    | 1,2%  | 1   | Nou |
|  | Total (participació 78,9%)     | 2.283.123 | 100%  | 120 | -   |

## Conseqüències
El partit més votat fou el Likkud i el seu líder Isaac Shamir fou nomenat Primer Ministre d'Israel en un govern de coalició amb el Partit Nacional Religiós, Xas, Agudat Israel i Déguel ha-Torà. La ferotge repressió dirigida contra la primera intifada va provocar el seu aïllament internacional i que es veiés obligat a participar en la Conferència de Pau de Madrid de 1992.